# George Swindin
George Swindin (Campsall, 4 dicembre 1914 – Kettering, 26 ottobre 2005) è stato un allenatore di calcio e calciatore inglese.

## Palmarès

### Giocatore

#### Competizioni nazionali
- Campionato inglese: 3

Arsenal: 1937-1938, 1947-1948, 1952-1953
- Coppa d'Inghilterra: 1

Arsenal: 1949-1950
- Community Shield: 3

Arsenal: 1938, 1948, 1953

### Allenatore

#### Competizioni nazionali
- Coppa del Galles: 1

Cardiff City: 1963-1964